# Bāsmenj
Bāsmenj (persiska: باسمنج) är en ort i Iran.   Den ligger i provinsen Östazarbaijan, i den nordvästra delen av landet, 500 km nordväst om huvudstaden Teheran. Bāsmenj ligger 1 737 meter över havet och antalet invånare är 11 190.
Terrängen runt Bāsmenj är huvudsakligen kuperad, men den allra närmaste omgivningen är platt. Terrängen runt Bāsmenj sluttar norrut. Runt Bāsmenj är det ganska glesbefolkat, med 43 invånare per kvadratkilometer. Närmaste större samhälle är Tabriz, 18,5 km nordväst om Bāsmenj. Trakten runt Bāsmenj består i huvudsak av gräsmarker.